# Białoskóry (województwo lubelskie)
Białoskóry – wieś w Polsce położona w województwie lubelskim, w powiecie hrubieszowskim, w gminie Hrubieszów.
| SIMC    | Nazwa      | Rodzaj    |
| ------- | ---------- | --------- |
| 0889048 | Gołębowiec | część wsi |

W latach 1975–1998 miejscowość administracyjnie należała do województwa zamojskiego. 
Według Narodowego Spisu Powszechnego (III 2011 r.) liczyła 50 mieszkańców i była 32. co do wielkości miejscowością gminy Hrubieszów.
Wieś wymieniona w suplemencie Słownika geograficznego Królestwa Polskiego z roku 1900.
Wierni Kościoła rzymskokatolickiego należą do parafii Przemienienia Pańskiego w Szpikołosach.